# Кизи (Хабаровский край)
Кизи́ — село в Ульчском районе Хабаровского края. Входит в состав Де-Кастринского сельского поселения.

## Население
| 2002 | 2010 | 2011 | 2012 | 2021 |
| ---- | ---- | ---- | ---- | ---- |
| 151  | ↘16  | →16  | ↘11  | ↘0   |